# NGC 1687
NGC 1687 (również PGC 16166) – galaktyka spiralna z poprzeczką (SBab), znajdująca się w gwiazdozbiorze Rylca. Odkrył ją John Herschel 8 stycznia 1836 roku.